# نیروی آزمایش و ارزیابی عملیاتی
نیروی آزمایش و ارزیابی عملیاتی (انگلیسی: Operational Test and Evaluation Force) یک آژانس مستقل و بی‌طرف در نیروی دریایی ایالات متحده آمریکا است، که در زمینه آزمایش و ارزیابی عملیاتی سیستم‌های هوانوردی دریایی، جنگ سطحی، جنگ زیردریایی، رمزنگاری و فضایی در پشتیبانی از برنامه‌های خرید نیروی دریایی و وزارت دفاع فعالیت می‌کند. ستاد فرماندهی این نیرو در پایگاه دریایی نورفک، ویرجینیا قرار دارد.
ریشه‌های شکل‌گیری نیروی آزمایش و ارزیابی عملیاتی، به ماه‌های پایانی جنگ جهانی دوم بازمی‌گردد، زمانی که نیاز به ابزاری مؤثر برای مقابله با حملات کامی‌کازه ژاپنی احساس شد. در ۲ ژوئیه ۱۹۴۵، نیروی ویژه مرکب، ناوگان اقیانوس اطلس ایالات متحده، برای توسعه تاکتیک‌ها و ارزیابی تجهیزات برای مقابله با کامیکازه‌ها تشکیل شد. این نیرو در ابتدا توسط ویلیس برندزینو لی فرماندهی می‌شد و شامل انواع مختلفی از کشتی‌های جنگی و هواپیماهای بدون سرنشین بود.